# Losin’ Out in Vegas
Losin’ Out in Vegas – album koncertowy Elvisa Presleya, składający się z utworów nagranych w Las Vegas, 5 grudnia 1976 r. Presley miał na sobie King of Spades suit. Wydany w 2013 roku.

## Lista utworów
1. "2001"
2. "See See Rider"
3. "I Got a Woman – Amen"
4. "Blue Christmas"
5. "That’s All Right"
6. "Are You Lonesome Tonight?"
7. "Dialog"
8. "Sweet Caroline" + false start
9. "You Gave Me a Mountain"
10. "Jailhouse Rock"
11. "’O sole mio" - "It’s Now Or Never"
12. "Trying To Get To You"
13. "Blue Suede Shoes"
14. "Fever"
15. "America the Beautiful"
16. "Introductions"
17. "Early Morning Rain"
18. "What’d I Say"
19. "Johnny B. Goode"
20. "Drums Solo"
21. "Bass Solo"
22. "Piano Solo"
23. "Electric Piano Solo"
24. "Love Letters"
25. "School Days"
26. "Hurt"
27. "Introduction Of Vernon and Lisa Marie Presley"
28. "How Great Thou Art"
29. "Can’t Help Falling in Love"
30. "Closing Vamp"